# Nowi Sanżary
Nowi Sanżary (ukr. Нові Санжари) – osiedle typu miejskiego na Ukrainie, w obwodzie połtawskim, siedziba władz rejonu nowosanżarskiego.

## Historia
Status osiedla typu miejskiego posiada od 1925.
W 1989 liczyła 9 130 mieszkańców.
W 2013 liczyła 8459 mieszkańców.